# 北河あをい
北河あをい（きたかわ あをい、1978年5月15日 - ）は、日本の元タレント、元女優である。
山形県酒田市出身。京都造形芸術大学卒業後、2001年吉本総合芸能学院（NSC東京）俳優コースに二期生として入学と同時に吉本興業に所属。2004年シーグリーンへ移籍、当時から武道を学び始め2006年にタレント、女優業を辞めアクション団体「忍びの衆」に所属。アクションスタッフ、スタントウーマンとしてテレビ、映画、舞台（日本文化を紹介するショーなど）、ゲーム制作で活躍し2007年に引退。引退後は山形県と新潟県を中心に殺陣をイベントや行事等で一般人に指導を行ったり（2009年「越後上越天地人博」新潟県上越市、）、時代祭での殺陣披露や教育・文化活動、映画撮影のボランティア活動にも参加している。2011年、自身のブログで入籍と出産を報告。現在の所属はフリー。

## エピソード
- 大学在学当時、漫画家のアシスタントや挿絵のライターのアルバイトをしたことがあり、漫画やイラストが得意。自身のブログで披露することもある。また、手先が器用で本人出演のアクションショーなどの衣装はすべて自分で作っていた。
- 趣味は陶芸、乗馬（和式馬術）など。
- 2004年に出演したインディーズ映画『Going for Sunday』（宇都宮弘樹監督）がイギリスで上映された際、英語で舞台挨拶を行った。
- 吉本興業在籍時までは「佐藤あをい」で、「北河あをい」の芸名が使用されているのは2004年〜2006年である。以降2006年にタレントと女優業を辞めて後、アクション時代は「葵」と表記されているが2009年の新潟日報の記事では「佐藤あをい」に戻っている。
- 2007年、CasTY ひかり荘で愛刀「関在住藤原兼義」を公開、桜の印が入った未使用の軍刀で「兄弟子たちについて行った先の刀剣展で見つけた」と話していた。同じくひかり荘では剣術、体術、棒術など用いたアクションを生放送で実演を行うこともあった。同番組ではユーザーの質問に直接答える機会もあり、時代劇的な所作や動きについて語る中で「最初の時期は頭の上に本を乗せて歩かされた」ことも明かしている。アクション業を引退した後も古流武芸は続けており、ブログなどで時折登場する「先生」は「忍びの衆」の元代表、和希政幸を指す。
- 吉本興業在籍時は「演劇集団Nの二乗」に参加しており、所属者とは現在も交流がある。また、「忍びの衆」に所属していた際に映画撮影や番組出演で一緒だった有村昆（タレント、映画評論家）とも交流があり、2009年の『越後上越天地人博』では有村自身が特別ゲストとして殺陣に参加、披露している。
- 2010年より社会人殺陣サークル「越後軒猿衆」代表になり地域イベントや時代祭に参加・協力している。

## 出演

### テレビ
- 「生活情報」（2005年、TBS）
- 「クイズ!紳助くん」（2008年、ABC）
- 「Fox TV」（2007年、アメリカ）

### 映画
- 「Going for Sunday」（2004年）北河あをい名義
- 「キヲクドロボウ」（2007年）アクションアシスタント

### 舞台
- 「リビングルーム」（2002年、吉本興業株式会社）
- 「私の家族と出会うとき」（2003年、吉本興業株式会社）
- 「したくてできるわけもなし」（2004年、吉本興業株式会社）北河あをい名義

### CM、広告
- 東芝（2005年）
- 旧東京三菱銀行（2005年）

### ゲーム
- 「任侠伝〜渡世人一代記〜」（2006年、PS2）

### インターネットテレビ
- 「Cas TYひかり荘」（2005年、東京電力）
- 「G4」（2007年、アメリカ）

### イベント
- 「謙信公祭」（新潟県上越市、2007年・2008年）アクションスタッフとして参加
- パーティ・レセプション等での立ち回りなど

### 雑誌
- 「KANSAI 1週間」リポーター（2000〜2001年、講談社）
- 「TOKYO Walker」（2006年、株式会社角川マガジンズ）

### 新聞
- 山形新聞、荘内日報、新潟日報、読売新聞、朝日新聞

### リンク
- ブログ「過剰風月録」http://blog.jcan.jp/aoimon/